# Milka Trnina
 (janvier 2015).
Katarina Milka Trnina ou Ternina est une chanteuse d'opéra soprano croate. C'est l'une des plus grandes artistes d'opéra croate et l'une des plus importantes dans l'histoire de l'opéra wagnérien.
Elle s'est produite en Allemagne, Russie, Grande-Bretagne, aux États-Unis et de nombreux autres pays européens. Chanteuse wagnérienne, elle chante Wagner comme Wagner l'a imaginé disent les critiques [Qui ?]. Elle a aussi interprété Mozart (Cosi fan tutte), Puccini (Tosca), Beethoven (Fidelio), Verdi (Aida) et Richard Strauss.

## Biographie
Milka Trnina ou Ternina est née à Doljnji Sip près de Moslavacka Vezišće dans la municipalité près de la Croix — Ivanić-Grad le 19 décembre 1863.

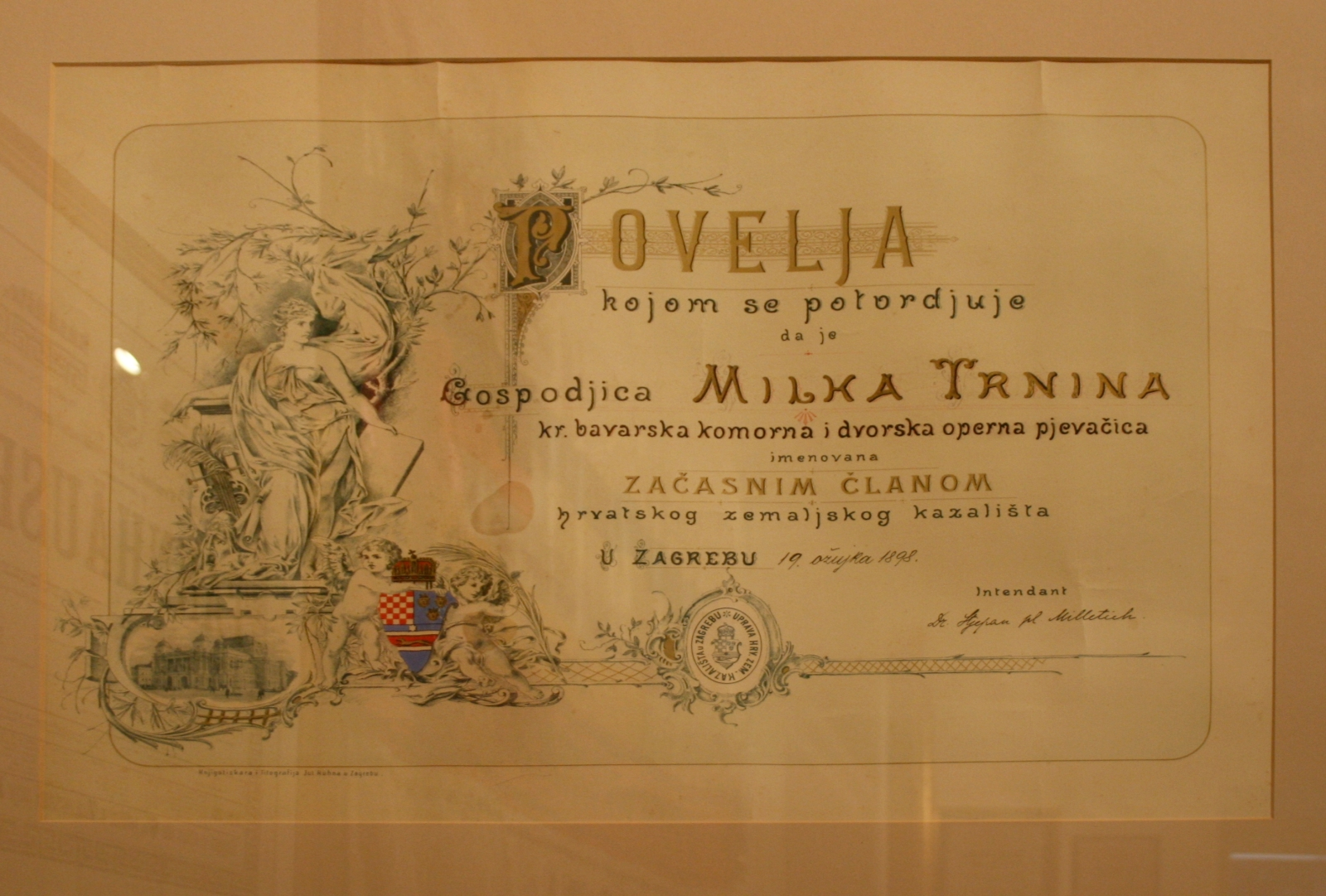
Diplôme exposé au musée de Zagreb.

Elle perd son père à l'âge de six ans et vient vivre à Zagreb chez son oncle, écrivain et conseiller du gouvernement, Janko Jurković.
À Zagreb elle étudie le chant avec Ida Winterberg et Ivan Zajc (première audition en 1876 à l'âge de treize ans). En 1879, elle interprète avec succès le rôle d'Alice dans Robert le Diable, une œuvre de Giacomo Meyerbeer. Elle étudie également avec Joseph Baptiste Gänsbacher au conservatoire de Vienne. Ses études de chant sont récompensées avec un diplôme et une médaille d'or.

Milka Ternina fait ses débuts d'opéra alors qu'elle est encore étudiante à Zagreb, en chantant Amelia dans une production de Giuseppe Verdi, Un bal masqué. Anton Seidl la recommande pour remplacer Katharina Klafsky comme principale interprète soprano de l'Opéra de Brême. 

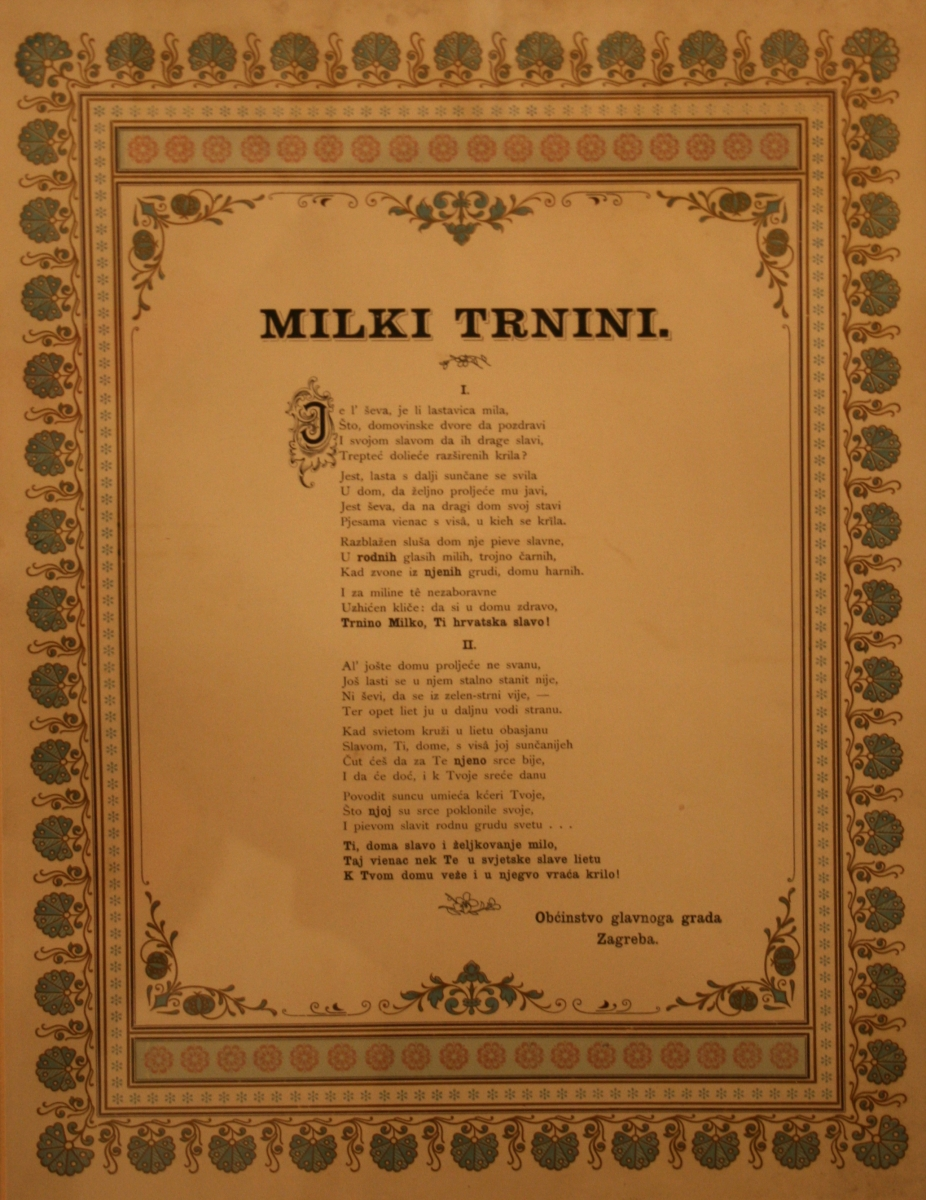
Exposé au musée de Zagreb

Ternina est ensuite engagée par l'Opéra royal de Munich en 1890 et elle y reste jusque 1899. Pendant une dizaine d'années elle s'y distingue comme une remarquable interprète des œuvres de Richard Wagner qui l'invite par la suite à Bayreuth. Pendant les années 1880 et 1890 elle se produit également à l'Opéra de Leipzig où elle interpréte Tannhäuser et Lohengrin et à Brême.
Ses débuts aux États-Unis ont lieu à Boston en 1896, quand elle chante Brünnhilde dans Die Walküre avec la Compagnie d'opéra Damrosch. En 1898, elle interprète pour la première fois à Londres Isolde dans Tristan und Isolde. Elle se produit au Festival de Bayreuth en 1899, dans le rôle de Kundry dans Parsifal.
Le 27 janvier 1900, Ternina fait ses débuts au Metropolitan Opera de New York comme Elisabeth dans Tannhäuser.
Lors de son interprétation de Kundry de Parsifal aux États-Unis, la mise en scène de l'Opéra va à l'encontre de la volonté expresse de la famille de Wagner, qui la répudie. Elle ne sera par la suite plus jamais plus invitée à Bayreuth.
Ternina chante le rôle-titre dans une première à New York de Tosca de Puccini dont elle fut "ma meilleure interprète" d'après Puccini lui-même[source insuffisante]. Elle se produit également à Covent Garden de Londres (56 représentations entre 1895 and 1906). Son répertoire comprend alors 65 rôles de soprani et elle travaille avec les chefs d'orchestre les plus exigeants et les plus célèbres ainsi que des partenaires tels que le célèbre ténor Enrico Caruso.
En 1896 elle chante au couronnement du tsar Nicolas II de Russie.
Ternina accumule les éloges :
«  Il me reste qu'à dire combien l'accueil enthousiaste fait à Tosca revient en partie au mérite remarquable de l'interprétation. En voyant Mme Ternina en protagoniste, j'ai compris enfin ce que veut dire le qualificatif de tragédienne lyrique…  »
— Le Gaulois ,  16 juillet 1900)
En 1906, Ternina subit une inflammation du nerf facial. Elle continue tout de même à chanter et se produire sur scène :
«  Au lendemain de cette remarquable représentation, j'ai eu la bonne fortune d'entendre Tannhaüser au Petit-Regent-Theatre, et je n'en ai pas été moins enchantée. C'était Mme Milka Ternina, une des plus grandes cantatrices de l'Allemagne, qui tenait, pour cette seule fois, le rôle d'Élisabeth, destiné à être repris, aux représentations suivantes, par Mlle Géraldine Farrar. Une maladie assez grave qui l'avait, il y a quelques années éloignée du théâtre, a enlevé un peu d'éclat à son organe splendide, naguère d'une étendue et d'une douceur de timbre sans égales. Elle a dit, avec une admirable vaillance, son air d'entrée, et elle a déclamé surtout la prière finale avec un accent de douleur qui a secoué tout l'auditoire d'une irrésistible émotion.  »
— Revue musicale de Lyon ,  3e année no 37, 15 septembre 1906
Sa voix se brise pendant l'interprétation d'un Ave Maria au cours d'un concert dans une cathédrale. Elle se retire de la scène après la première de la Walkyrie à Munich avec cette phrase : « Aujourd'hui je me présente pour la dernière fois ». Puis elle part dans sa villa de Berchtesgaden en Bavière, où elle se lie avec le grand romancier Thomas Mann et sa famille. Elle enseigne encore pendant un an le chant à l’Institute of Art Music de New York et se retire définitivement de la scène musicale internationale pour revenir vivre à Zagreb. Elle fait la découverte de Zinka Milanov, son élève, au cours de cette période.
Ternina meurt à Zagreb le 18 mai 1941 et est enterrée à Zagreb Mirogoj. Sa résidence la plus célèbre se situe rue Demetrova au no 5, où elle vivait au premier étage. On a conservé ses lettres, ses affiches, ses costumes de scène.

## Récompenses et héritage
A Munich où elle a chanté, elle reçoit le titre honoraire de la cour de Bavière des chanteurs de chambre.
Elle a également reçu des récompenses de l'Association croate des musiciens[source insuffisante].

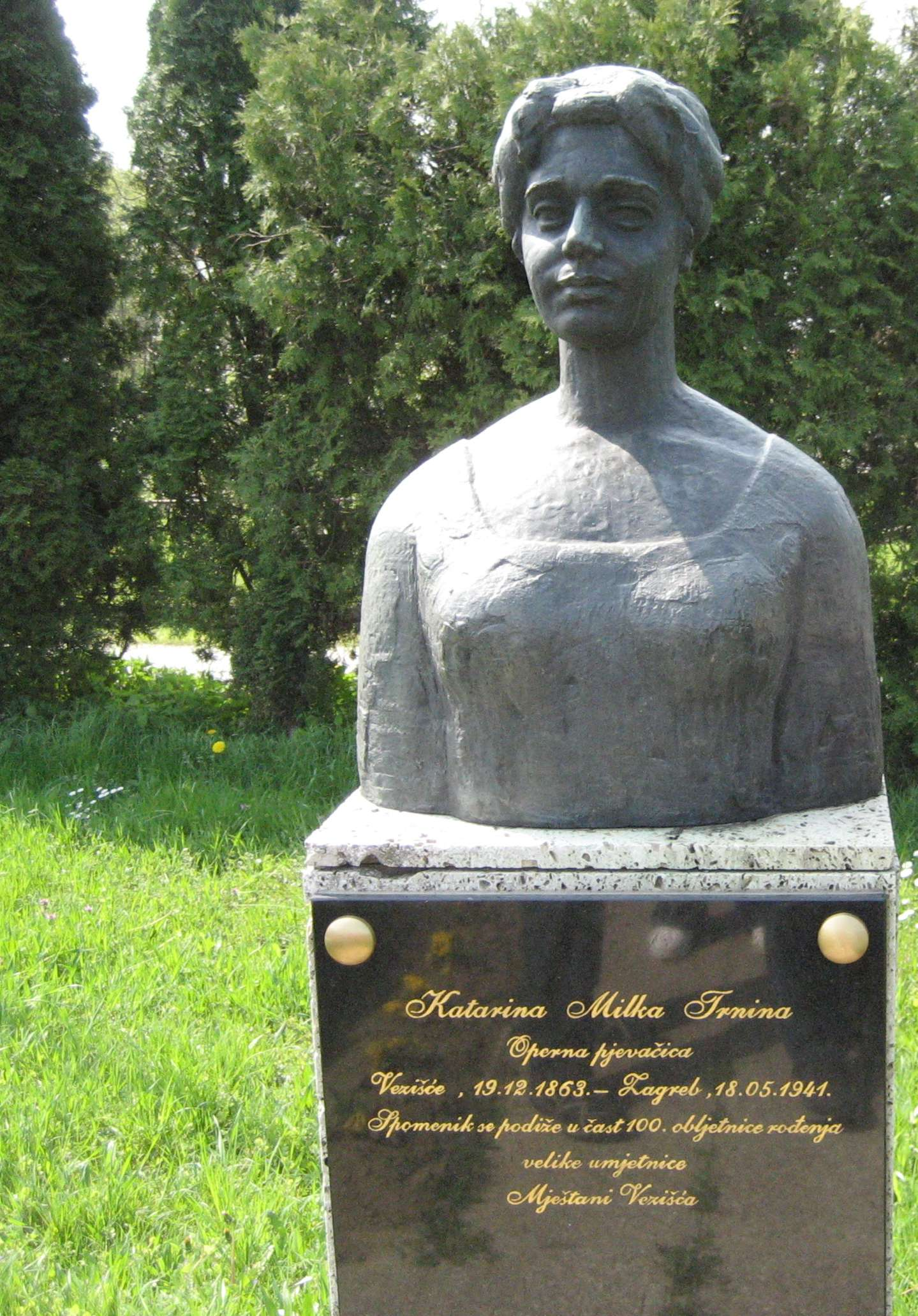
Monument souvenir de Vezisce

Milka Ternina n'a fait aucun enregistrement commercial de sa voix (toutefois des fragments de ses interprétations sur cylindres Mapleson (en), ont été pris sur le vif au début du XXe siècle). Néanmoins, malgré l'absence d'une acoustique[Quoi ?], ses interprétations eurent un grand impact, avec un répertoire de 85 rôles et ses prestations de Isolde, Tosca par exemple. Son interprétation de Léonore dans Fidelio de Beethoven était considérée comme inégalée.
Milka Trnina est célèbrée en Croatie et dans le monde entier comme l'une des plus grandes héroïnes tragédiennes-interprètes de Wagner avec ses interprétations dans Lohengrin, Tristan et Isolde, Parsifal.
Carl Russ-Suchard, le fils du fondateur Philippe Suchard, grand admirateur de Wagner aurait nommé le chocolat « Milka » en son honneur[source insuffisante].
On a baptisé en 1898 une chute d'eau entre les lacs de Milan et Gavan du Parc national des lacs de Plitvice en son honneur, car elle avait offert en 1897 un de ses cachets de concert et prix du spectacle d'adieu pour financer les premiers aménagements du parc, et une brèche (grotte). De nombreuses rues de villes croates portent son nom.
Un prix annuel de musique récompensant les réalisations artistiques exceptionnelles et la création musicale porte son nom. Ce prix décerné par la Société des Artistes musiciens croates établie en 1957 et le décerne depuis 1958.
Elle a été peinte par le peintre académique Bauer et Josip Crnobori, pour le Metropolitan Opera de New York en 1985. Ses costumes de scène créés en Angleterre par le costumier Percy Anderson Covent Garden ont inspiré l'artiste contemporain croate Ljerka Njerš pour une série d'aquarelles.
En 2006 une exposition à la Royal Opera House de Londres lui est consacrée.

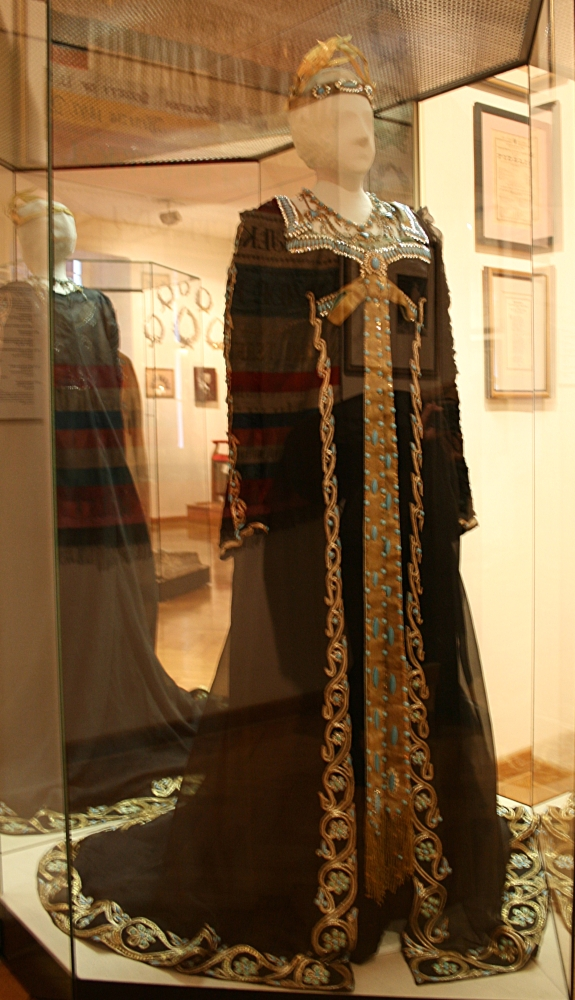
Costume de scène, musée de Zagreb
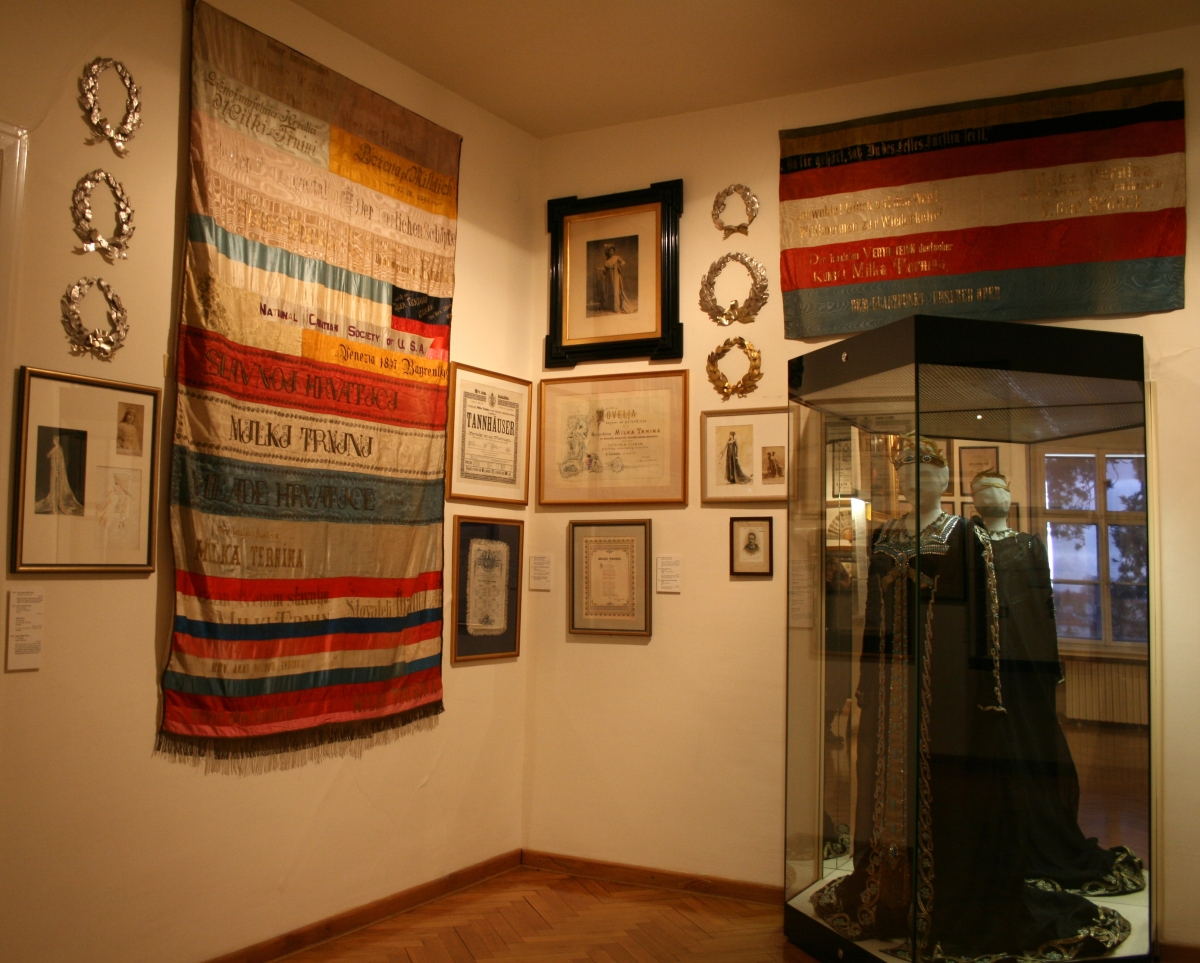
Exposition au musée de Zagreb.
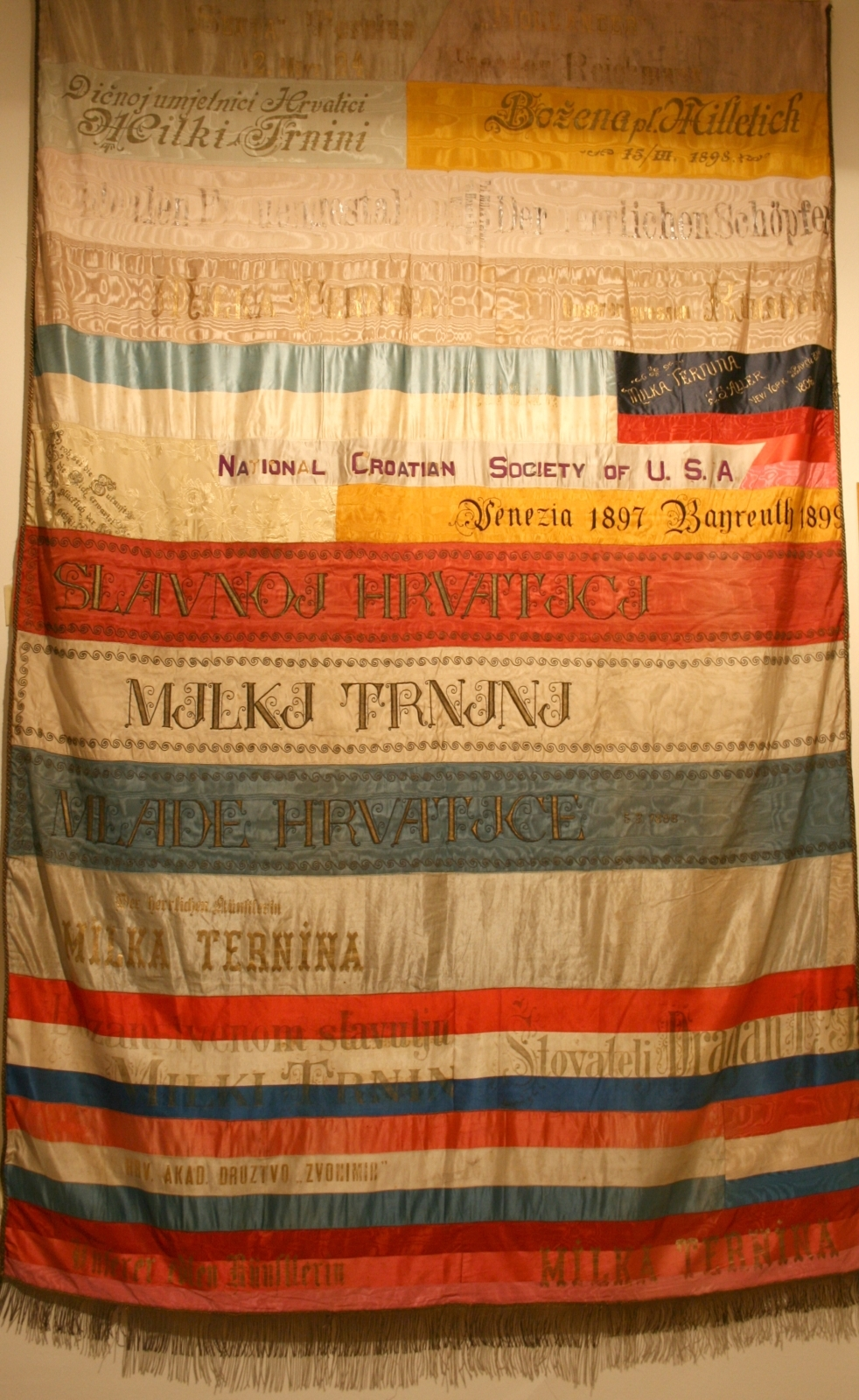
Rubans avec des couronnes et des fleurs avec son nom brodé sur un voile, musée de Zagreb.

## Photographies
- Tristan et Isolde, Isolde:
- Parsifal, Kundri :
- Walkyrie, Brünnhilde :
- Tannhaüser

### Opéra et journaux d'époque
- Milka Ternina dans Le Monde artiste revue musicale, sur Gallica
- Milka Ternina dans Le Ménestrel revue musicale, sur Gallica

### Média
- OPERATIC GODS & GODDESSES - Jean de Reszke and Mika Ternina sur Youtube